# (33175) Isabellegleeson
(33175) Isabellegleeson, désignation provisoire 1998 FP5, est un astéroïde de la ceinture principale découvert en 1998.

## Description
(33175) Isabellegleeson a été découvert le 22 mars 1998 à l'observatoire de Modra, dans la région de Bratislava, en Slovaquie, par Adrián Galád et Alexander Pravda.

### Caractéristiques orbitales
L'orbite de cet astéroïde est caractérisée par un demi-grand axe de 3,18 ua, un périhélie de 2,85 ua, une excentricité de 0,11 et une inclinaison de 6,48° par rapport à l'écliptique. Du fait de ces caractéristiques, à savoir un demi-grand axe compris entre 2 et 3,2 ua et un périhélie supérieur à 1,666 ua, il est classé, selon la JPL Small-Body Database, comme objet de la ceinture principale.

### Caractéristiques physiques
(33175) Isabellegleeson a une magnitude absolue (H) de 14,5 et un albédo estimé à 0,299.

## Étymologie
Cet astéroïde est nommé en l'honneur d'Isabelle Jane Pravdova Gleeson (2019-).